# Antonio Banchieri
Antonio Banchieri (ur. 19 maja 1667 w Pistoi, zm. 16 września 1733 tamże) – włoski kardynał.

## Życiorys
Był synem gonfaloniere Pistoi Niccolò Banchieriego i Cateriny Rospigliosi. Początkowo studiował w Sienie, następnie w Rzymie, gdzie w 1692 uzyskał doktorat utroque iure. W tym samym roku został protonotariuszem apostolskim i referendarzem Najwyższego Trybunału Sygnatury Apostolskiej. Był także sekretarzem Kongregacji Rozkrzewiania Wiary, wobec nieobecności kardynała Agostina Fabroniego. Od 1702 do 1706 był wicelegatem w Awinionie, a papież Klemens XI chciał nawet mianować go nuncjuszem we Francji, lecz Banchieri odmówił z powodu niechęci przyjęcia święceń kapłańskich. Następnie był asesorem inkwizycji rzymskiej i sekretarzem Świętej Konslty, a także wicekamerlingiem w latach 1724-1728. 9 grudnia 1726 został kreowany kardynałem in pectore. Jego nominację ogłoszono 30 kwietnia 1728, gdzie otrzymał diakonię San Nicola in Carcere. 15 lipca 1730 został mianowany sekretarzem stanu i prefektem Świętej Konsulty. W 1733 doznał ataku apopleksji i kilka tygodni później zmarł.